# Телевизионно състезание
Телевизионно състезание (на английски: Quiz Show) е американски филм от 1994 година.

## Сюжет
В края на 50-те години хората са луди по телевизионните състезания. Познанията на някои от участващите в тях са уникални. Чарлс Ван Дорън, един от спечелилите огромни суми участници, изглежда е гений. Малцина обаче знаят, че в основата на тв-състезанията е измамническа схема, докато един ден...

## Награди и номинации
| Награда                              | Категория                          | Номиниран(и)           | Резултат  |
| ------------------------------------ | ---------------------------------- | ---------------------- | --------- |
| Награди на филмовата академия на САЩ | Най-добър филм                     | Най-добър филм         | номинация |
| Награди на филмовата академия на САЩ | Най-добър режисьор                 | Робърт Редфорд         | номинация |
| Награди на филмовата академия на САЩ | Най-добра поддържаща мъжка роля    | Пол Скофийлд           | номинация |
| Награди на филмовата академия на САЩ | Най-добър адаптиран сценарий       | Пол Атаназио           | номинация |
| Награда на БАФТА                     | Най-добър адаптиран сценарий       | Пол Атаназио           | награда   |
| Награда на БАФТА                     | Най-добър филм                     | Най-добър филм         | номинация |
| Награда на БАФТА                     | Най-добър актьор в поддържаща роля | Пол Скофийлд           | номинация |
| Златен глобус                        | Най-добър филм – драма             | Най-добър филм – драма | номинация |
| Златен глобус                        | Най-добър режисьор                 | Робърт Редфорд         | номинация |
| Златен глобус                        | Най-добър поддържащ актьор         | Джон Туртуро           | номинация |
| Златен глобус                        | Най-добър сценарий                 | Пол Атаназио           | номинация |